# Замок Дачице
Замок Дачице или Новый Дачицкий замок (чеш. Zámek Dačice, Nový dačický zámek) — один из двух замков южночешского города Дачице, перестроенный в XIX веке в редком для архитектуры Чехии стиле ампир. Замок расположен на пересечении Гавличковой площади и улицы Градецкой. В 2001 году объявлен национальным памятником культуры Чешской Республики.

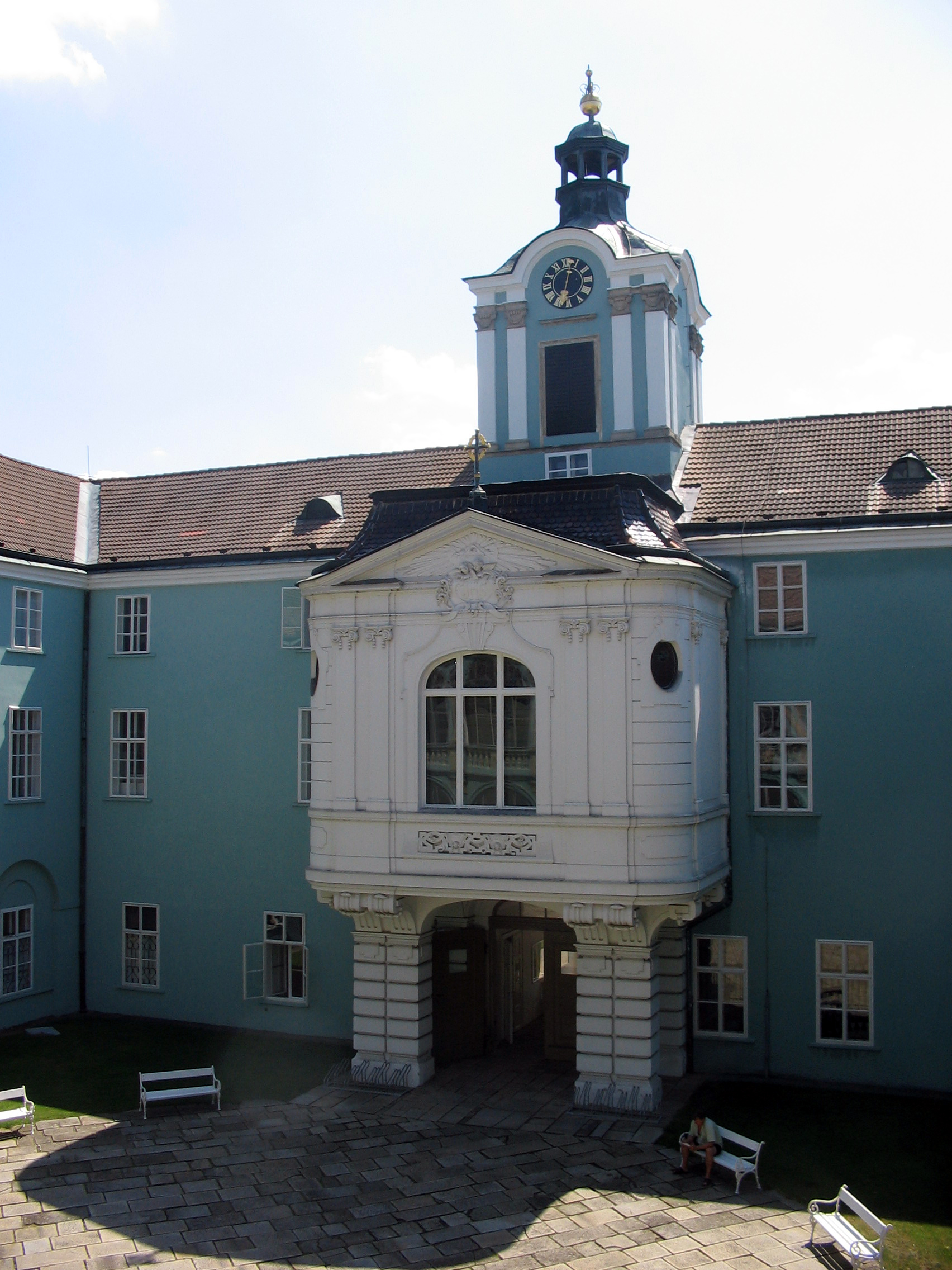
Внутренний двор замка.

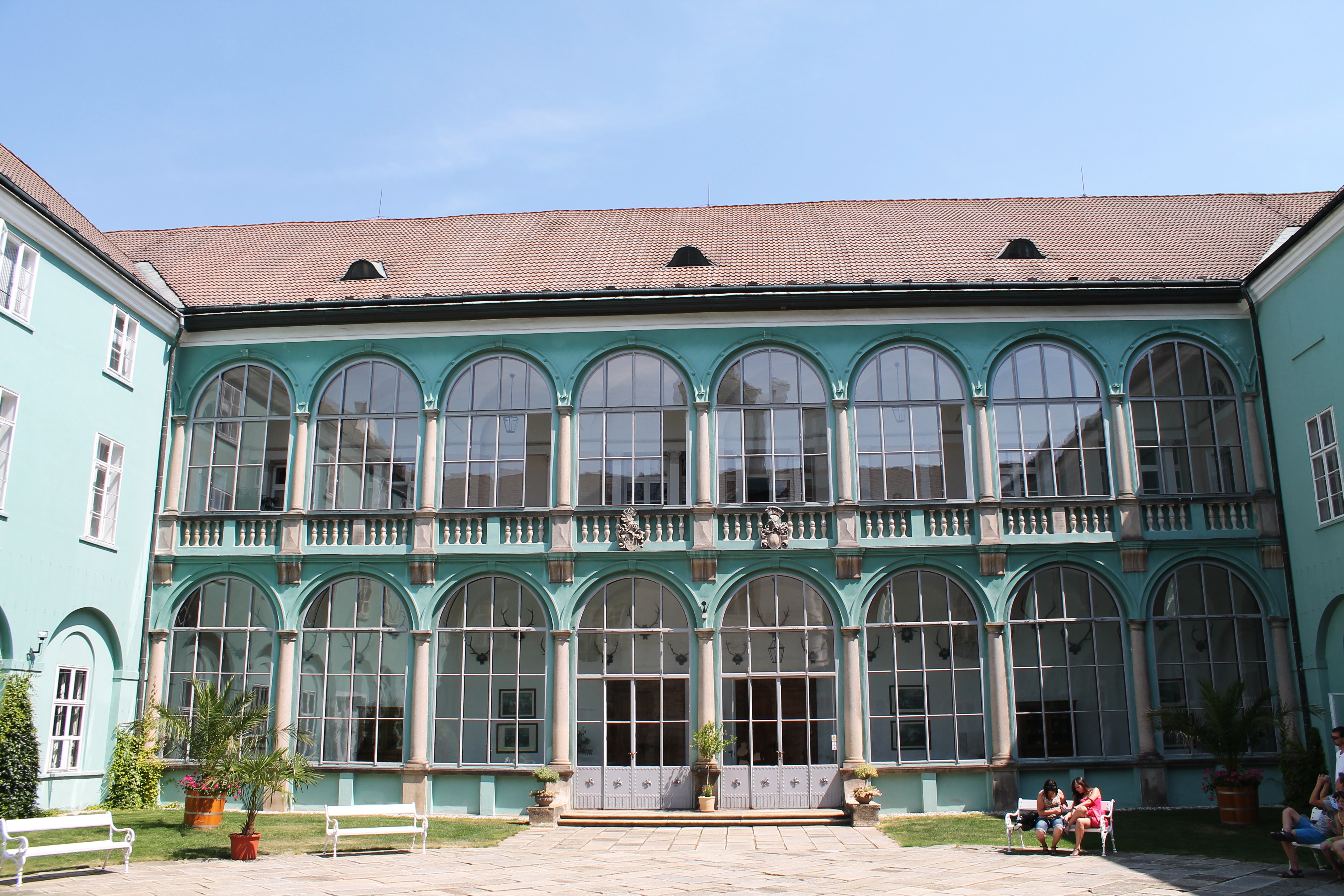
Внутренний двор замка. Застеклённые аркадные арки коридора в северном крыле замка.

В XVI веке Дачице были центром обширного панства феодального рода Крайиржей из Крайка (чеш. Krajířové z Krajku). Первый ренессансный замок, украшенный росписями сграффито, был возведён этим родом в Дачице в 1579 году. Сейчас он называется старым замком, с 1991 года в нём размещается городская ратуша.
Новый замок в своём первоначальном ренессансном стиле был возведён на западе Дачице в качестве новой резиденции пана Ольдржиха Крайиржа из Крайка (ум. 1600) незадолго до 1591 года под руководством итальянского архитектора Франческо Гароф де Биссоне. В 1591 году в имущественных регистрах Дачице замок был учтён как новое строение.
В XVII веке новый замок Дачице неоднократно менял владельцев: с 1610 года замок приобрёл Вилем Дубский из Тршебомыслиц, который пристроил боковые и задние крыла замка, в 1622 году замок и панство купил Лев Буриан Берка из Дубы, после которого замок перешёл к князьям Фюрстенбергам, а затем к Вацлаву Войтеху из Врбна и Брунтала.
В 1713 году башня замка была перестроена в стиле барокко и на ней были установлены часы. В 1728 году Дачицкое панство купил граф Генрих Карл фон Остейн, который перестроил замок в стиле барокко. Реконструкция проводилась под руководством итальянского архитектора Франческо Камелли. Автором скульптурных украшений замка был скульптор Себальд Кёльбль.
В 1809 году замок унаследовал рейнский аристократический род Дальбергов. Карл Антон Максимилиан фон Дальберг (1792—1859) начал постепенную перестройку барочного замка в роскошную комфортабельную резиденцию. В 1818—1820 годах  был существенно преобразован интерьер замка: комнаты были перекрашены, был создан т. н. «Готический зал», росписи которого были обнаружены в 2007 году, замок был уставлен мебелью в неоклассическом стиле. В 30-х годах XIX века в соответствии с проектом венского архитектора Карла Шлепса замок претерпел масштабную реконструкцию в стиле ампир. Симметрично устроенный фасад со стороны центрального входа приобрёл ризалит. Существенно был изменён интерьер первого этажа представительного крыла замка, лестница которого с момента своего создания стала одним из прекраснейших примеров чешского классицизма.
Свой окончательный облик Новый Дачицкий замок приобрёл при Фридрихе фон Дальберге (1863—1914), который в 1909 году изменил внешний вид внутреннего двора замка. При реконструкции окон в коридорах замка была обнаружена оригинальная ренессансная аркада. Аркадные арки решено было застеклить, а на противоположной стороне двора, у южного крыла, была построена новобарочная капелла. Автором проекта капеллы стал венский архитектор Ханс Прутшер, позднее он же спроектировал интерьер в стиле модерн для библиотеки замка.
После смерти Иоганна фон Дальберга (1909—1940) замок Дачице перешёл в собственность немецкого рода Зальм-Зальм, однако в 1945 году замок был национализирован чехословацким правительством и открыт для посещения общественности. В 1990—1996 годах была проведена общая реставрация замка. В настоящее время продолжается реставрация интерьеров замка и постепенное восстановление замкового парка. В южном крыле замка располагается городской музей Дачице, летом во внутреннем дворе замка проходят театральные представления и даются концерты.